# 塞鲁科拉
塞鲁科拉是巴西北大河州的一个市镇。总面积393.569平方公里，总人口11070人，人口密度28.1人/平方公里。